# Klaus Vater
Klaus Vater (* 22. März 1946 in Mechernich), Abitur in Euskirchen, Studium der Politikwissenschaft, arbeitete zunächst als Nachrichtenredakteur und war von 1990 bis 1999 Referent der SPD-Bundestagsfraktion. Später wurde er stellvertretender Sprecher der deutschen Bundesregierung. Er übernahm das Amt von Thomas Steg, der für den Bundestagswahlkampf 2009 beurlaubt wurde, um als Medienberater für den SPD-Kanzlerkandidaten Frank-Walter Steinmeier zu arbeiten. Vater war zuvor Pressesprecher des Bundesministeriums für Gesundheit unter Ulla Schmidt, Sprecher von Arbeitsminister Walter Riester, Agentur-, Tageszeitungs- und Vorwärts-Redakteur. 2001 erschien sein erstes literarisches Werk, der Jugend-Kriminalroman Sohn eines Dealers. 2002 wählte die Kinderjury des Literaturpreises „Emil“ das Buch zum Kinderkrimi des Jahres. 2011 erschien sein Kriminalroman Am Abgrund als Kappes 13. Fall in der Reihe Es geschah in Berlin. Kommissar Kappe ermittelt in dem Roman gegen Caspar Leiblein, der wie ein Teil von Klaus Vaters echten Mechernicher Vorfahren ein Jenischer ist.

## Schriften
- Bergstraße, eine Kindheit in der Eifel, KBV Verlags- und Mediengesellschaft, Hillesheim 2019, ISBN 978-3-95441-509-0
- Kleine Furcht, Kid Verlag, Bonn 2023, ISBN 978-3-949979-45-3.